# Sathi Geetha
Sathi Geetha (* 5. Juli 1983 in Marteru, Andhra Pradesh) ist eine ehemalige indische Sprinterin, die sich auf den 400-Meter-Lauf spezialisiert hate. Zu ihren größten Erfolgen zählen die Goldmedaillen mit der Staffel bei den Asienspielen 2006 sowie den Asienmeisterschaften 2005.

## Sportliche Laufbahn
Erste internationale Erfahrungen sammelte Sathi Geetha im Jahr 1997, als sie bei den Juniorenasienmeisterschaften in Bangkok in 45,89 s die Silbermedaille mit der indischen 4-mal-100-Meter-Staffel gewann. 1999 schied sie dann bei den erstmals ausgetragenen Jugendweltmeisterschaften in Bydgoszcz mit 56,95 s in der ersten Runde über 400 Meter aus und gewann anschließend bei den Juniorenasienmeisterschaften in Singapur in 55,03 s die Bronzemedaille über 400 Meter gewann vermutlich in der 4-mal-400-Meter-Staffel die Silbermedaille. 2002 siegte sie dann in 54,30 s bei den Juniorenasienmeisterschaften in Bangkok und siegte auch mit der Staffel in 3:40,50 min. Im Jahr darauf schied sie bei den Weltmeisterschaften nahe Paris mit 3:42,25 min im Vorlauf der 4-mal-400-Meter-Staffel aus und anschließend schied sie bei den Asienmeisterschaften in Manila mit 55,80 s in der Vorrunde über 400 Meter aus und gewann im Staffelbewerb in 3:35,34 min gemeinsam mit Pinki Pramanik, Manjeet Kaur und Kalpana Reddy die Bronzemedaille hinter den Teams aus China und Kasachstan. Zudem gelangte sie bei den Afro-asiatischen Spielen in Hyderabad mit 3:33,78 min auf den vierten Platz mit der Staffel. 2004 startete sie bei den Südasienspielen in Islamabad und siegte dort in 52,25 s über 400 Meter und siegte auch mit der Staffel in 3:33,49 min. Im August nahm sie mit der Staffel an den Olympischen Sommerspielen in Athen teil und klassierte sich dort mit 3:28,51 min im Finale auf dem siebten Platz.
2005 sicherte sie sich bei den Asienmeisterschaften in Incheon in 51,75 s die Silbermedaille hinter ihrer Landsfrau Manjeet Kaur und siegte mit der Staffel in 3:30,93 min. 2006 erreichte sie beim IAAF World Cup in Athen nach 3:38,85 min Rang neun in der 4-mal-400-Meter-Staffel und siegte mit der Staffel in 3:32,95 min gemeinsam mit Pinki Pramanik, Chitra Soman und Manjeet Kaur bei den Asienspielen in Doha. 2008 nahm sie mit der Staffel erneut an den Olympischen Spielen in Peking teil, kam diesmal aber mit 3:28,83 min nicht über die Vorrunde hinaus. 2010 erreichte sie bei den Commonwealth Games in Neu-Delhi jeweils das Halbfinale über 100 und 200 Meter und schied dort mit 11,82 s aus und wurde im 200-Meter-Lauf wegen eines Fehlstarts disqualifiziert. Zudem gewann sie mit der indischen 4-mal-100-Meter-Staffel in 45,25 s gemeinsam mit Srabani Nanda, P. K. Priya und H. M. Jyothi die Bronzemedaille hinter den Teams aus England und Ghana. Anschließend klassierte sie sich bei den Asienspielen in Guangzhou mit 23,91 s auf dem fünften Platz über 200 Meter und gelangte auch mit der 4-mal-100-Meter-Staffel mit 45,23 s auf Rang fünf. Im Juni 2012 bestritt sie in Hyderabad ihren letzten offiziellen Wettkampf und beendete daraufhin ihre aktive sportliche Karriere im Alter von 28 Jahren.
In den Jahren 2004 und 2005 sowie 2007 und 2008 wurde Geetha indische Meisterin im 400-Meter-Lauf.

## Persönliche Bestzeiten
- 100 Meter: 11,80 s (+0,3 m/s), 5. August 2010 in Patiala
- 200 Meter: 23,88 s (+1,0 m/s), 3. Juni 2005 in Neu-Delhi
- 400 Meter: 51,75 s, 3. September 2005 in Incheon

## Ehrungen
- Dhyan Chand Award (2016)